# Oléiculture

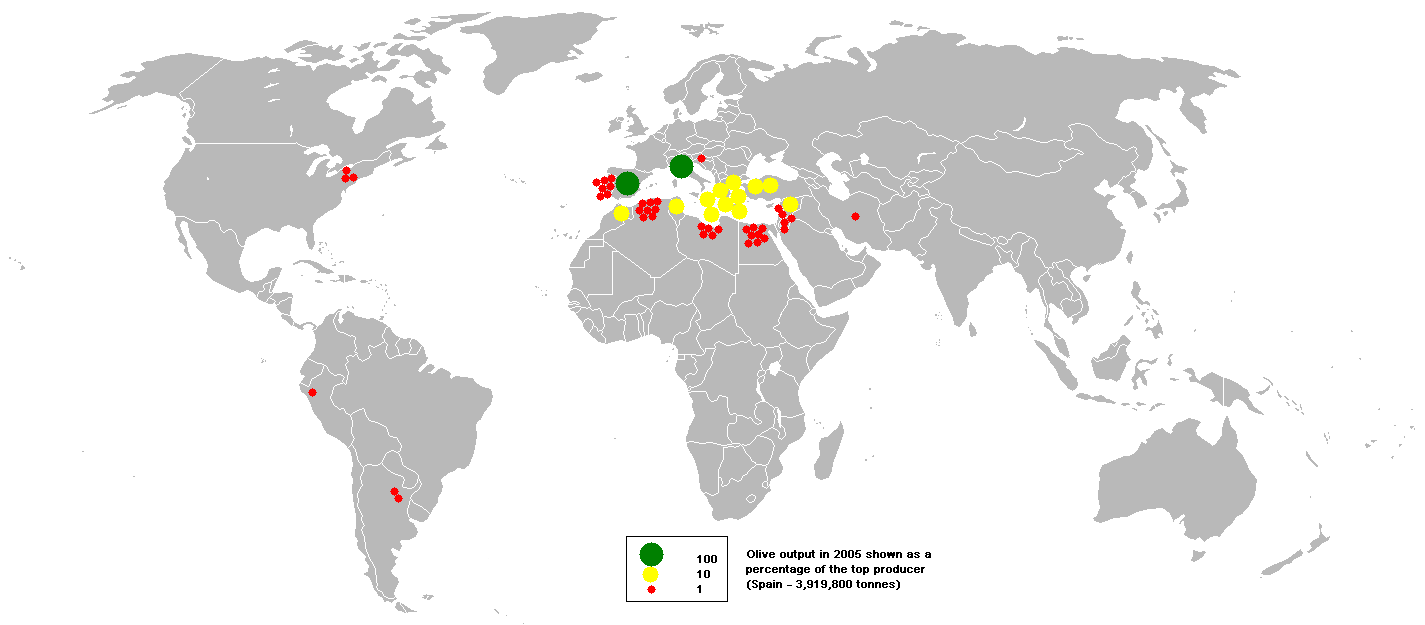
L'oléiculture mondiale en 2005.

L'oléiculture est la culture et l'exploitation des oliviers afin de produire des olives de table ou de l'huile d'olive.

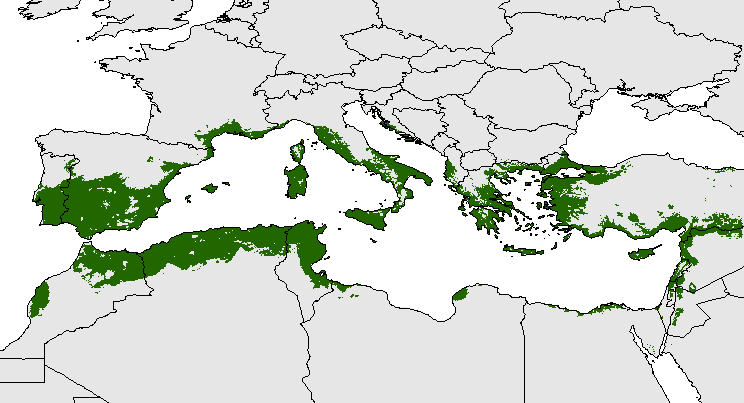
Distribution potentielle d'olive en zone de Méditerranée (Oteros, 2014)

## Histoire
« Les peuples méditerranéens commencèrent à sortir de la barbarie quand ils apprirent à cultiver l'olivier et la vigne. »

— Justin, Historiarum Philippicarum, XLIII, 4.
L'oléiculture remonte à l'invention de l'agriculture. Les premiers cultivateurs du néolithiques étaient cueilleurs du fruit de l'oléastre, l'olivier sauvage. Cette plante est, à l'état naturel, originaire du Bassin méditerranéen. Le fruit était consommé tel quel, puis on en a tiré de l'huile. À l'époque, c'était la seule matière grasse que l'on pouvait transporter sur de longues distances. Les peuples marchands (Phéniciens, Grecs...) seront de grands propagateurs de la culture de l'olivier. À l'époque de Rome, l'arbre est cultivé sur tout le pourtour de la Méditerranée, en Mésopotamie et sur les rives de la mer Noire. 
Pendant des millénaires, la culture est maintenue et le commerce en est florissant. C'est à l'avènement de l'économie anglo-saxonne venue de pays utilisant le beurre, que le marché de l'huile d'olive commence à décliner. 
Dans les années 1990, des découvertes sur l'effet bénéfique de l'usage de l'huile d'olive (régime crétois) ont suscité un engouement très important, relançant sa consommation et sa production.

## Par pays

### Oléiculture en France

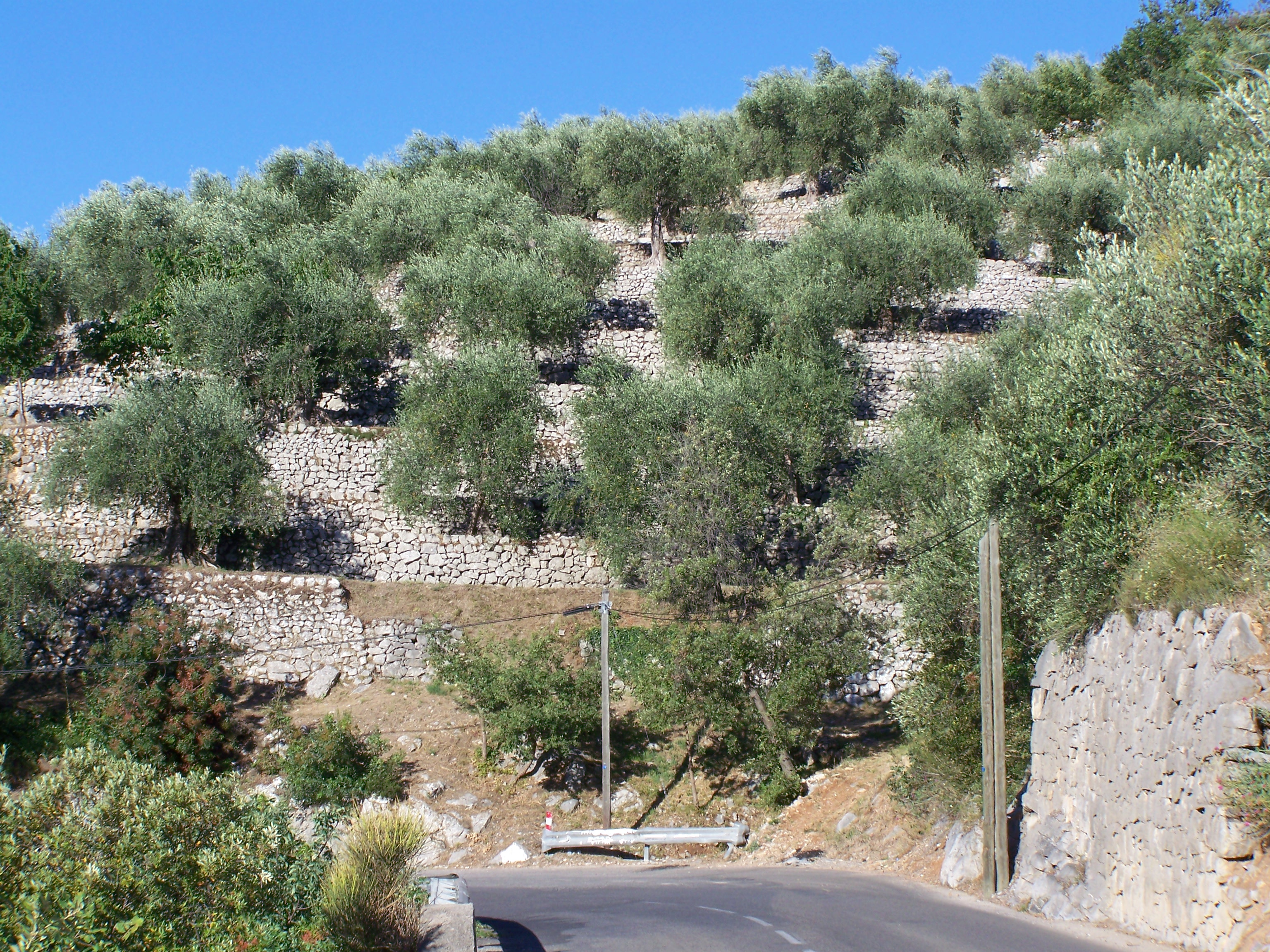
Oliviers "cailletiers" cultivés sur "restanques" à Levens (F-06670).

La France est un pays méditerranéen dans la partie sud-ouest et sud-est de son territoire. L'olivier y est présent depuis le pliocène et les vestiges situent la première phase de sa domestication dès le néolithique sur les pourtours méditerranéens français et espagnol. Des pratiques de taille des arbres sont constatées à l'âge du bronze, notamment dans la région des Pyrénées-Orientales. L'arrivée des Grecs vient toutefois modifier les pratiques de culture et de nouvelles variétés sont cultivées. L'installation des romains à partir du IIe siècle av. J.-C. en Gaule narbonnaise met un terme à la culture de l'olive, désormais interdite avec celle de la vigne, afin de ne pas concurrencer les producteurs romains.
En 1848, le département des Pyrénées-Orientales est le premier producteur en France d'huile d'olive. Longtemps, l'olive a assuré le même rôle alimentaire et social qu'en Italie ou en Espagne. Deux phénomènes vont la faire péricliter: tout d'abord, la révolution industrielle, grosse demandeuse en produits alimentaires, a provoqué en Provence, mais surtout dans le Languedoc, une reconversion au XIXe siècle vers la viticulture; l'huile consommée devint alors celle d'arachide qui permettait la mise en valeur des colonies d'Afrique. Ensuite, le coup de grâce est venu de l'exode rural amorcé au moment de la guerre 1914-1918, et des gels hivernaux dont le plus mémorable fut celui de 1956. Cette oléiculture exsangue a commencé à renaître de ses cendres avec la naissance du tourisme en Provence. Les « marchés de Provence » chantés par Gilbert Bécaud, ont entraîné une recherche des produits locaux. Les petits mouliniers, survivants d'une autre époque ont pu reconquérir les oliveraies abandonnées et investir dans des techniques plus modernes. Dans les années 1990, deux phénomènes ont accéléré cette reconquête, le régime crétois et l'accession aux AOC (appellations d'origine contrôlées) des huiles les plus caractéristiques.

### Oléiculture en Turquie
Les connaissances, méthodes et pratiques traditionnelles associées à la culture de l'olive sont inscrites sur la liste du patrimoine immatériel nécessitant une sauvegarde urgente par l'UNESCO en décembre 2023.

### Oléiculture en Palestine
Les oliviers constituent une partie importante de l'agriculture dans les territoires palestiniens, où ils sont principalement cultivés pour la production d'huile d'olive. Selon des estimations, la production d'olives représente 57 % des terres cultivées dans les territoires palestiniens avec 7,8 millions d'oliviers matures en 2011. En 2014, environ 108 000 tonnes d'olives ont été pressées, produisant 24 700 tonnes d'huile d'olive. Environ 100 000 ménages dépendent des olives comme principal revenu.
L'olivier est considéré par de nombreux Palestiniens comme un symbole de leur attachement à leur nationalité ainsi que de leur lien avec la terre, notamment en raison de son ancienneté et de sa longévité.

## Types et quantité de la production oléicole mondiale
La culture de l'olivier occupe dans le monde 8,6 millions d'hectares pour une production de 17,3 millions de tonnes d'olives. 
On distingue divers types d'oléiculture: celle de l'origine, la traditionnelle et l'intensive.
Les quatre premiers pays producteurs (Espagne, Italie, Grèce et Turquie) représentent 80 % de la production mondiale d'olives et les dix premiers, tous situés dans la zone méditerranéenne, 95 %.
(Source FAOet le conseil oléicole international)

### Oléiculture traditionnelle
Elle est encore pratiquée dans le Maghreb et le Moyen-Orient. 
C'est une culture insérée dans un système de polyculture. L'olivier donne sa production, mais sert aussi d'ombre à des cultures vivrières. Le sous-bois est ainsi semé de céréales et pois chiches, ou pâturé par les brebis et chèvres. Ce système traditionnel existait autrefois en Provence. Les vergers d'oliviers étaient nettoyés par les troupeaux ovins, lors de leur transhumance entre la plaine de la Crau et les Alpes. 
La production est aléatoire selon les années. La qualité des produits est très variable: haute qualité chez ceux qui en maîtrisent la transformation, ou huile pouvant être rance et acide pour les autres.

### Oléiculture intensive

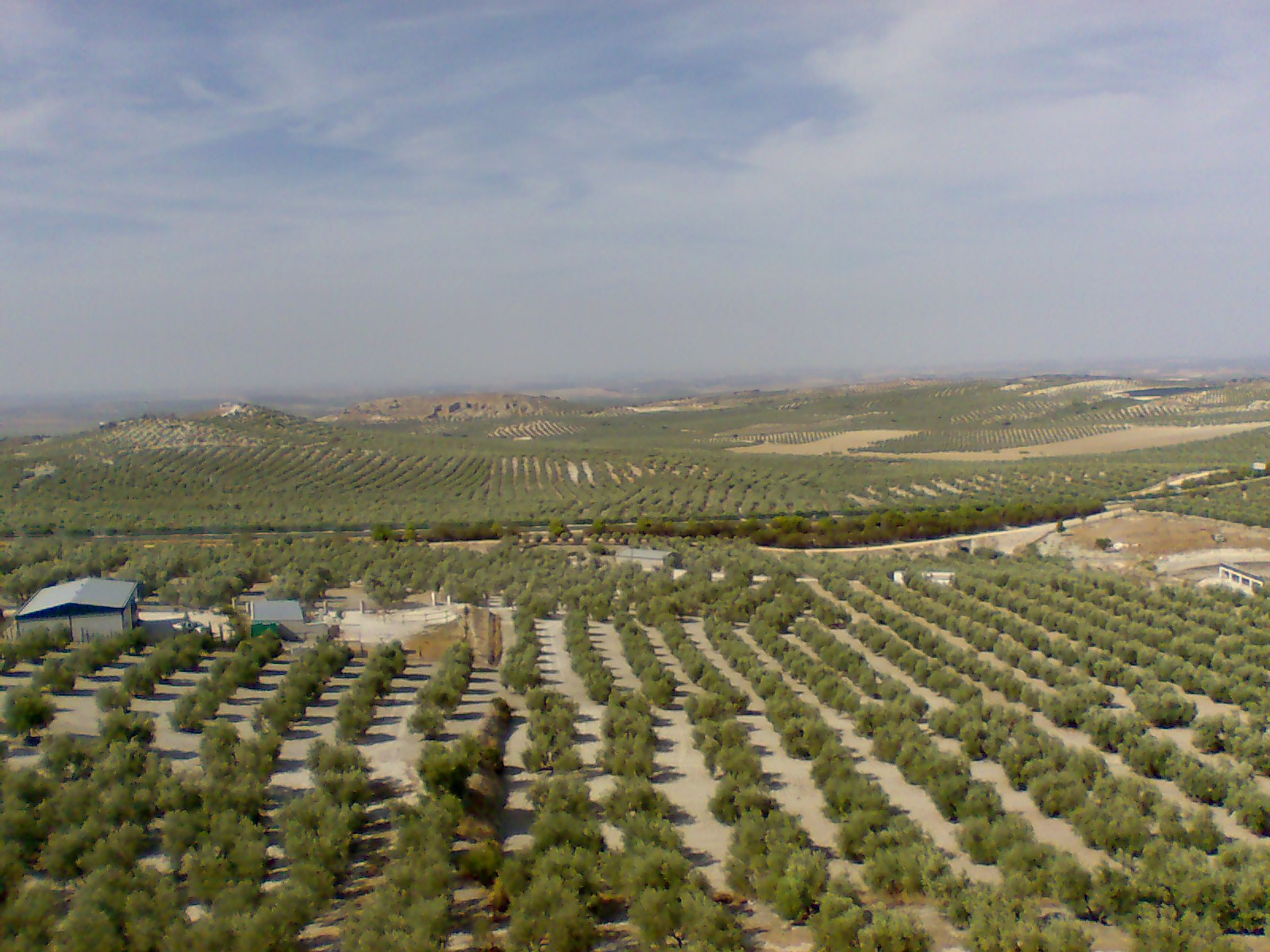
Oliveraie en Andalousie.

Elle est pratiquée essentiellement dans la péninsule ibérique. 
Les vergers sont constitués de haies d'arbres alignés et les fruits sont récoltés mécaniquement. Ils sont souvent irrigués pour éviter le stress hydrique responsable des mauvaises années. C'est une culture intensive où des produits de traitements sont utilisés pour améliorer les récoltes. 
L'huile sans origine de provenance vient souvent de ce type d'exploitation qui tend à fabriquer une huile standard de marque. Les olives sont traitées en vue d'une production homogène et stable tout au long de l'année.

### Oléiculture de l'origine

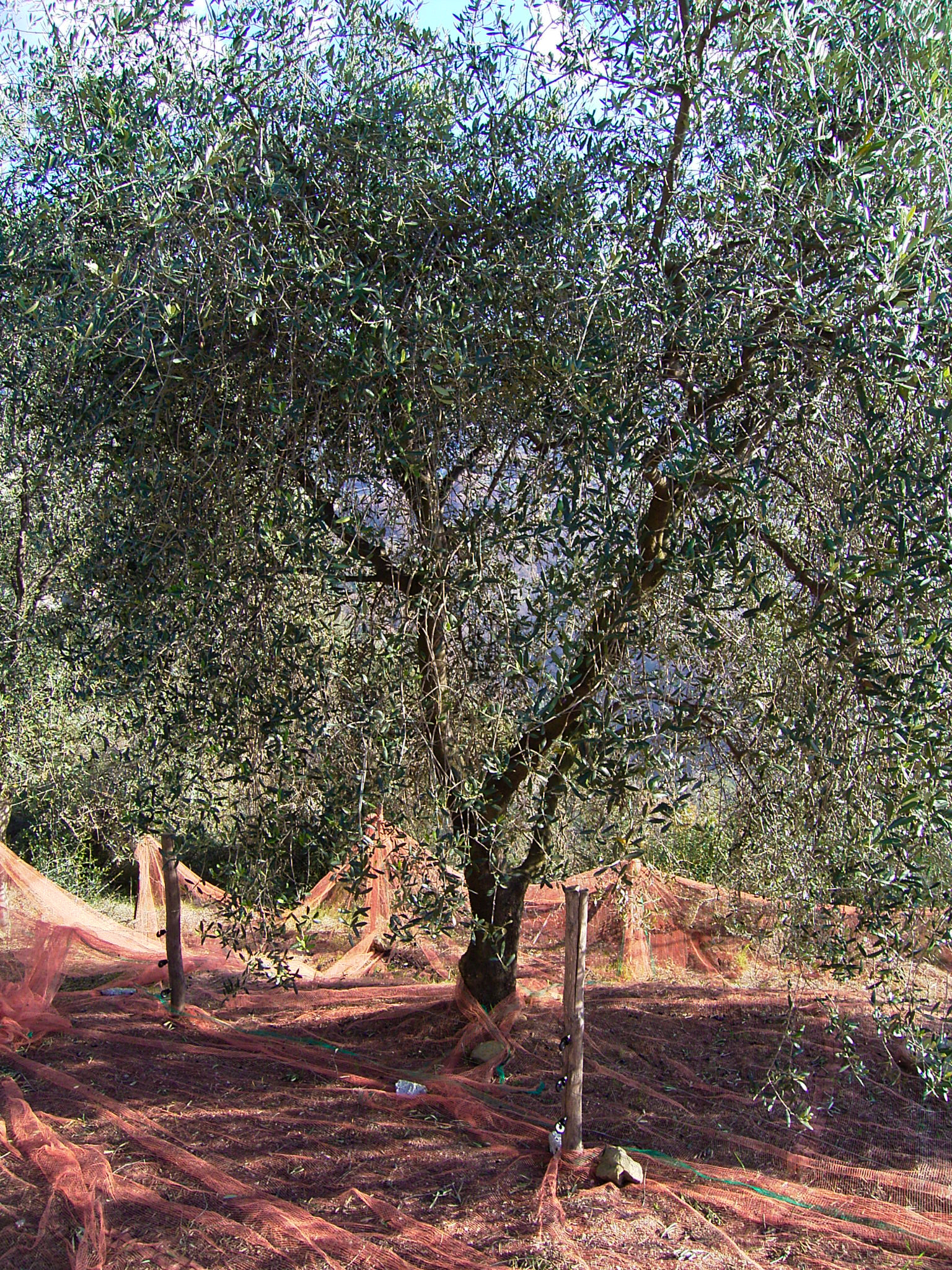
Olivier Cailletier, dans l'aire de l'AOC Olive de Nice.

Elle est pratiquée en France, en Italie et en Grèce. 
Les vergers répondent à des critères AOC, comme les vignobles : des variétés sont préconisées, une densité à l'hectare est exigée et les conditions de culture et de récolte sont précisées. Cette oléiculture propose des olives et des huiles chères, haut de gamme, qui présentent des spécificités issues d'une tradition ancienne. Elle reprend certains aspects de l'oléiculture traditionnelle, mais les traitements se sont uniformisés, et surtout, les conditions tendent vers un produit de haute qualité.
Pour être rentable, cette oléiculture repose sur l'appellation AOC garantissant l'origine et la tradition. Cette dénomination rend un prix plus élevé plus acceptable par les consommateurs.

## Production mondiale
| Année 2003   | Production (en tonnes) | Superficie cultivée (en hectares) | Rendement (q/Ha) |
| ------------ | ---------------------- | --------------------------------- | ---------------- |
| Monde        | 17 317 089             | 8 597 064                         | 20,1             |
| 1. Espagne   | 6 160 100              | 2 400 000                         | 25,7             |
| 2. Italie    | 3 149 830              | 1 140 685                         | 27,6             |
| 3. Grèce     | 2 400 000              | 765 000                           | 31,4             |
| 4. Turquie   | 1 800 000              | 594 000                           | 30,3             |
| 5. Syrie     | 998 988                | 498 981                           | 20,0             |
| 6. Tunisie   | 500 000                | 1 500 000                         | 3,3              |
| 7. Maroc     | 470 000                | 550 000                           | 8,5              |
| 8. Égypte    | 318 339                | 49 888                            | 63,8             |
| 9. Algérie   | 300 000                | 178 000                           | 16,9             |
| 10. Portugal | 280 000                | 430 000                           | 6,5              |
| ../..        | ../..                  | ../..                             | ../..            |
| 21. France   | 21 000                 | 17 000                            | 12,4             |